# Big Creek (Idaho)
Pour les articles homonymes, voir Big Creek.
Big Creek est une communauté non incorporée du Comté de Shoshone dans l'état d'Idaho aux États-Unis.
On y trouve deux mines importantes, la mine Crescent et la mine Sunshine qui est une des plus importantes mines d'argent. Elle a produit plus que la mine Comstock Lode dans le Nevada.